# 転置法
転置法（てんちほう、Hyperbaton）とは、強調もしくは効果のため、自然にグループを成していた言葉をおのおの切り離す修辞技法のこと。こうした人為的または修辞学的な分離は、文意が語順（統語論）に密接に依存しない、高度な屈折言語の中でなら、より大きな程度で可能である。ラテン語や古代ギリシア語においては、転置法の効果は一般に最初にくる言葉の強調である。

## 語源
「Hyperbaton」という語はギリシャ語のhyper（〜を超えて）+bainein（歩を進めること）に、動詞的形容詞接尾辞の-tosから由派生した ὑπέρβατον, hyperbaton（置き換え）の借用である。

## 転置法の種類
転置法という語は一般に（標準的な語順から意図的かつ劇的に逸脱した）無秩序な技法を指すこともある。アエリウス・ドナトゥス（Aelius Donatus）はその著書『転義法（比喩）について』の中で、転置法を次の5つの種類に分類した。
- 倒逆法（Hysterologia）
- 倒置法（Anastrophe） - この語は時として漠然と転置法の類義語としても使われる。
- 挿入語句（Parenthesis）
- 分語法（Tmesis）
- Synchysis

さらに同格法も加えられることもある。

## 例
- Cheese, I love it!（チーズが大好き!） - 語順が逆さまになっている。
- Bloody thou art; bloody will be thy end. - (汝は血塗られている。汝の最期も血塗られたものになるだろう)ウィリアム・シェイクスピア『リチャード三世』第4幕第4場198
- Object there was none. Passion there was none. - (対象はなかった。情熱もなかった。)エドガー・アラン・ポー『告げ口心臓』
- This is the sort of English up with which I will not put. -(こういう英語だ、私が我慢できないのは。) 前置詞で文を終えないという規範文法のルールをあげつらっている。ウィンストン・チャーチルの言葉とされる[1]。